# HD 41004
HD 41004는 화가자리에 있는 항성계로, 지구에서 139광년 떨어져 있다.

## HD 41004 A
주성 HD 41004 A는 오렌지색 주계열성으로 분광형은 K1V이며, 겉보기 등급은 8.65이다.

### HD 41004 Ab
HD 41004 Ab는 목성 질량의 2.56배에 해당하는 외계 행성으로, 어머니 항성으로부터 1.70천문단위 떨어져서 공전하고 있다. 이 행성의 궤도는 크게 찌그러져 있는데, 그 이유는 동반성 HD 41004 B때문이다. Ab의 궤도는 가장 가까울 때는 0.44, 멀어지면 2.96 천문단위까지 떨어진다.

## HD 41004 B
HD 41004 B는 겉보기 등급 12.33의 적색 왜성으로 분광형은 M2V이다.

### HD 41004 Bb
HD 41004 Bb는 지금까지 알려진 어떤 외계 행성(또는 갈색 왜성)보다도 어머니 항성에 가까이 붙어 돌고 있는 존재이다. 거리는 0.0177 천문단위로 공전주기는 1.3일에 불과하며, 공전속도는 초당 145킬로미터로 이는 지구의 5배에 가까운 빠르기이다. Bb의 궤도 이심률은 0인데, 그 이유는 동반성 HD 41004 A의 존재에도 불구하고 그를 상쇄할 강한 기조력을 어머니 항성으로부터 받고 있기 때문이다.